# Gerardus van Brogne
De heilige Gerardus van Brogne, ook Gérard de Brogne (eind negende eeuw-959), was een van de heiligen die zich van een werelds en krijgshaftig leven afwendden om zijn leven aan God te wijden (zie ook: de heilige Franciscus Borgia en de heilige Gerlachus van Houthem). Hij was een hervormer van abdijen, voornamelijk in het graafschap Vlaanderen.

## Levensloop
Gerardus werd geboren in een begoede familie te Stave rond 890 en werd schildknaap aan het hof van Béranger, graaf van Namen. Hij koos voor een religieus leven en verbleef enkele jaren in de benedictijner Abdij van Saint-Denis. Van daar vertrok hij met twaalf medebroeders naar zijn geboortestreek en stichtte een eerste abdij in het huidige Saint-Gérard. Dit deed hij bij een bron (Brogniau genaamd) en een kleine kapel gewijd aan Sint-Pieter. Hij gebruikte zijn bezittingen om daar een klooster te stichten.
Op vraag van de hertog van Lotharingen herstelde Gerardus de tucht in het klooster van Saint-Ghislain in Bergen en voerde er de regel van de heilige Benedictus (Regula Benedicti) in. In 940 werd Gerardus door graaf Arnulf I van Vlaanderen naar Gent geroepen en werd hij aangesteld als abt van de Sint-Pietersabdij. Hij hervormde niet enkel deze abdij maar ook de Sint-Baafsabdij in Gent, de Sint-Bertinusabdij in Sint-Omaars, de Abdij van Sint-Vaast in Atrecht en de abdijen van Mouzon en Elnone (tegenwoordig Saint-Amand-les-Eaux). Op deze manier liet hij zijn sporen na in het kloosterleven in de Lage Landen, omdat hij overal waar hij kwam de regel van de heilige Benedictus invoerde. 
Gerardus trok zich terug als abt van Sint-Pieter in 953. Hij stierf uiteindelijk als kluizenaar. Hij werd begraven in het kerkkoor van de naar hem vernoemde abdij van Saint-Gérard de Brogne in Saint-Gérard.

## Heiligverklaring
Gerardus werd heilig verklaard in 1131. Na zijn heiligverklaring werd er een rijkelijk versierde reliekenhouder voor zijn overblijfselen vervaardigd. Door deze relieken en de geneeskrachtige Sint-Pietersbron werd de abdijkerk van Brogne en bedevaartsoord. In de Franse tijd, eind 18e eeuw, gingen deze relieken verloren.
Zijn feest wordt gevierd op 3 oktober.
- Gemeinsame Normdatei: 102472610
- International Standard Name Identifier: 0000 0000 0474 8930
- Virtual International Authority File: 15161301
- WorldCat: E39PBJqFKcFRTqdYbDGKXqvbVC